# Moschus cupreus
Moschus cupreus — це зникомий вид кабарги з Афганістану, Індії та Пакистану. Спочатку він був описаний як підвид Moschus chrysogaster, але зараз класифікується як окремий вид. Він досягає 60 см у висоту, і тільки самці мають бивні, які вони використовують під час шлюбного сезону, щоб конкурувати за самиць.
Він також знайдений у західному Непалі. Влітку мешкає у віддалених альпійських чагарниках на розрізнених скельних відслоненнях і у верхніх узліссях зімкнутих хвойних лісів на висоті 3000–3500 м, використовуючи незмінно круті схили (≥ 20°). Він перебуває під загрозою зникнення через втрату середовища існування, а також через браконьєрів, які полюють на тварину заради її цінних пахучих залоз.
В Афганістані з 1948 до 2009 року не було наукових повідомлень про виявлення кабарги. У червні 2009 року три особини були виявлені в провінції Нурістан, що свідчить про те, що кабарга все ще зберігається в країні, попри нерегульоване полювання, значне вирубування лісів, деградацію середовища існування та відсутність верховенства права. Придатне середовище існування для кашмірського кабарги в Афганістані, площею близько 1300 км2 у суміжних провінціях Нурістан, Кунар і Лагман, дуже фрагментоване. Крім браконьєрства, діяльність людини також впливає на популяцію кашмірського кабарги, оскільки випас худоби, розширення міст і збір деревини шкодять гірському середовищу існування.

## Морфологічна характеристика
Вид досягає довжини тіла від 85 до 100 см, має довжину хвоста від 4 до 6 см і досягає ваги від 12 до 17 кг. Основне забарвлення тварин сіро-буре, часто з легким малюнком світлих плям. На спині є незаплямована ділянка мідно-червоного кольору у формі сідла. Черево світло-сіре, горло і нижні частини передніх і задніх ніг білуваті. Вуха темно-коричневі, їх основи білі. Волоски мають широкі білі основи.

## Спосіб життя
Майже нічого не відомо про спосіб життя, дієту, розмноження та іншу поведінку виду, але припускають, що істотних відмінностей від гімалайської кабарги (Moschus leucogaster) немає.